# 水蒸气蒸馏
水蒸气蒸馏是蒸馏的一种，用于分离和提纯一些固态和液态物质。它的适用对象有以下几种：
1. 沸点高、但常压蒸馏易分解的有机物
2. 混合物中有大量树脂状或不挥发杂质，用其他方法难以分离
3. 从固体中分离出吸附的液体

## 原理
基于道尔顿分压定律。互不相溶的液体混合物的蒸气压等于它们单独存在时的蒸气压之和，而当蒸气压之和等于大气压时液体就开始沸腾，所有互不相溶液体混合物的沸点比其任一组分都低。
水蒸气蒸馏可以在不到100°C的条件下就将化合物和水一起蒸出来。

## 操作
可以直接用少量蒸馏水与蒸馏液混合，加热产生蒸汽，蒸出化合物，也可以另加水蒸气发生器，将水蒸气通入混合物中，将化合物蒸出来。